# Ogașu Babei, Nera
Ogașu Babei este un curs de apă, afluent al râului Nera. 